# Thiétreville
Thiétreville – miejscowość i gmina we Francji, w regionie Normandia, w departamencie Sekwana Nadmorska.
Według danych na rok 1990 gminę zamieszkiwało 355 osób, a gęstość zaludnienia wynosiła 67 osób/km² (wśród 1421 gmin Górnej Normandii Thiétreville plasuje się na 567. miejscu pod względem liczby ludności, natomiast pod względem powierzchni na miejscu 666.).